# Richard Tardits
(en) Statistiques sur pro-football-reference
Richard Tardits, né le 30 juillet 1965 à Bayonne, est un joueur franco-américain de football américain et de rugby à XV.
Il est le premier joueur français à avoir joué des rencontres officielles en National Football League (NFL).  

## Carrière sportive américaine
Parti faire ses études aux États-Unis, il s'impose dans l'équipe universitaire des Bulldogs de la Géorgie comme un linebacker très sûr. Il ne jouera pas pour les Cardinals de Phoenix (Arizona) qui l'ont drafté en 1989 et rejoint à Boston les Patriots de la Nouvelle-Angleterre avec lesquels, entre 1990 et 1992, il dispute 27 matches NFL, dont 16 en 1991.
Depuis la fin de sa carrière il commente le Super Bowl pour les chaînes de télévisions françaises : Canal+, France 2, W9, TF1, M6.
En 1997, il joue avec l'équipe des États-Unis de rugby à VII lors de la Coupe du monde qui se déroule à Hong-Kong et qui est remportée par les Fidji tandis que les États-Unis remportent le Bowl face au Japon (40-28).
En 1999, terminant sa carrière internationale entamée en 1993, il dispute avec les États-Unis la Coupe du monde de rugby à XV dans la poule E jouée en Irlande avec l'Irlande, la Roumanie et l'Australie (qui remportera la Coupe du monde).
Il a joué au total 24 matches avec la sélection américaine.

## Carrière sportive française
Originaire de Biarritz, Richard Tardits y pratique comme 3e ligne le rugby à XV au Biarritz olympique, discipline dans laquelle il est International junior en 1985, année où il part aux États-Unis.
En 1995, profitant d'une opportunité professionnelle, il joue au PUC entraîné alors par Daniel Herrero.
Il est également joueur en équipe de France de football américain.

## Carrière politique
Il se présente aux élections municipales françaises de 2014 à Biarritz. Il est élu 5ème adjoint au pôle Tourisme, délégué au tourisme, aux relations internationales et aux jumelages. 